# Qu Yunxia
Qu Yunxia (Chinees 曲雲霞; Qǔ Yúnxiá; 25 december 1972) is een Chinese oud-atlete, die was gespecialiseerd in de 1500 m. Op deze afstand had ze 23 jaar lang het wereldrecord in handen, was wereldkampioene en won een bronzen medaille op de Olympische Spelen. Verder is ze meervoudig Chinees kampioene en Aziatisch kampioene op diverse middellange afstanden.

## Biografie

### Jeugd
Haar eerste succes behaalde Qu Yunxia in 1990 door op de wereldkampioenschappen voor junioren in het Bulgaarse Plovdiv wereldkampioene te worden op de 1500 m. Met 4:13.67 versloeg ze de Roemeense Claudia Mirela Bortoi en de Zweedse Malin Ewerlöf. Ook werd ze dat jaar op dezelfde afstand Aziatisch juniorenkampioene.

### Senioren
In 1991 won ze een bronzen medaille op de universiade in het Britse Sheffield. Met 4.12,43 eindigde ze achter de Ierse Sonia O'Sullivan en de Roemeense Iulia Besliu.
Op de Olympische Spelen van Barcelona in 1992 won ze een bronzen medaille op de 1500 m. Met 3.57,08 eindigde ze achter de Algerijnse Hassiba Boulmerka en de Russische Ljoedmila Rogatsjova. Op 11 september 1993 verbeterde ze in Peking tijdens de Chinese Spelen het dertien jaar oude wereldrecord op de 1500 m tot 3.50,46. Dit record werd pas in 2015 verbroken door de Ethiopische Genzebe Dibaba (3.50,07). Dat jaar won ze ook de 3000 m op de wereldkampioenschappen in Stuttgart.
Haar trainer Ma Junren beweerde dat traditionele Chinese medicijnen, zoals fungus (schimmels en zwammen), haar hielpen haar conditie op peil te houden.
Qu Yunxia heeft een persoonlijk record van 2:24.32 op de marathon, maar aan de correcte lengte van het parcours in Tianjin wordt getwijfeld.

## Titels
- Wereldkampioene 3000 m - 1993
- Aziatisch kampioene 800 m - 1991
- Aziatisch kampioene 1500 m - 1991
- Aziatisch kampioene 3000 m - 1993
- Chinees kampioene 800 m - 1994
- Chinees kampioene 1500 m - 1992, 1994
- Wereldjeugdkampioene 1500 m - 1990
- Aziatisch jeugdkampioene 1500 m - 1990
- Aziatisch jeugdkampioene veldlopen - 1991

## Persoonlijke records
| Onderdeel | Prestatie           | Datum             | Plaats  |
| --------- | ------------------- | ----------------- | ------- |
| 800 m     | 1.56,24             | 9 september 1993  | Peking  |
| 1500 m    | 3.50,46 (ex-WR; AR) | 11 september 1993 | Peking  |
| 3000 m    | 8.12,18             | 13 september 1993 | Peking  |
| Marathon  | 2:24.32             | 4 april 1993      | Tianjin |

## Palmares

### 800 m
- 1991:  Aziatische kamp. - 2.04,65
- 1994:  Aziatische Spelen - 1.59,85

### 1500 m
- 1990:  Aziatische juniorenkamp. - 4.11,89
- 1990:  WK U20 - 4.13,67
- 1991:  Aziatische kamp. - 4.26,01
- 1992:  OS - 3.57,08
- 1993:  Oost-Aziatische Spelen - 4.04,42
- 1993:  Chinese Spelen - 3.50,46
- 1994:  Aziatische Spelen - 4.12,48

### 3000 m
- 1992:  Chinese kamp. - 8.58,58
- 1993:  Aziatische kamp. - 9.15,74
- 1993:  WK - 8.28,71
- 1993:  Chinese Nationale Spelen - 8:12.18

### marathon
- 1993: DNF Wereldbeker
- 1993:  marathon van Tianjin - 2:24.32

### veldlopen
- 1992: 6e WK veldlopen (lange afstand) - 21.36

1980 Brigit Friedmann ·
1983 Mary Decker ·
1987 Tatjana Samolenko ·
1991 Tatjana Dorovskich ·
1993 Qu Yunxia